# Danilo Soares
Danilo Teodoro Soares, bekannt unter seinem Vornamen Danilo, (* 29. Oktober 1991 in Belo Horizonte) ist ein brasilianischer Fußballspieler. Er besitzt zudem die deutsche Staatsbürgerschaft. Der Abwehrspieler steht ab Juli 2024 beim 1. FC Nürnberg unter Vertrag.

## Karriere
Danilo wechselte 2010 nach diversen Probetrainings nach Österreich zum Zweitligisten SC Austria Lustenau. Dort war er drei Jahre lang Stammspieler. 2013, nach dem Ende seines Vertrages, wechselte er zum deutschen Zweitligisten FC Ingolstadt 04, mit dem er 2015 in die Fußball-Bundesliga aufstieg.
Obwohl er in der 2. Bundesliga noch zu den Stammspielern gehörte, kam er in der Bundesliga am 17. Spieltag im Heimspiel gegen Bayer 04 Leverkusen zu seinem ersten Bundesligaeinsatz, der verletzungsbedingt sein einziger für die Ingolstädter blieb. Nachdem sein zum Saisonende auslaufender Vertrag nicht verlängert worden war, verließ Danilo den Verein.
Von Anfang Oktober 2016 an trainierte der am Zeh verletzte Danilo in der Rehaeinrichtung der TSG 1899 Hoffenheim. Ende November 2016 stattete der Verein ihn mit einem Vertrag aus und integrierte ihn ins Training der zweiten Mannschaft. Mit Beginn der Wintervorbereitung rückte Danilo in den Kader der ersten Mannschaft auf. Am Ende der Saison 2016/17 wurde er bei der TSG Hoffenheim verabschiedet.
Anfang Juli 2020 verlängerte er seinen Vertrag beim Zweitligisten VfL Bochum bis 2024. Mit dem Verein stieg Soares im Folgejahr in die Bundesliga auf. 
Nach sieben Jahren in Bochum wechselte er im Sommer 2024 zum 1. FC Nürnberg.

## Erfolge
- Meister der 2. Bundesliga und Aufstieg in die Bundesliga: 2015, 2021